# جهنم سپاه
جهنم سپاه یک نمایشگاه ساخته شده توسط سپاه پاسداران در شهرستان فومن، استان گیلان است. این نمایشگاه همچنین با نام‌های ساعت به وقت بهشت و جهنم فومن نیز شناخته می‌شود و شامل بازسازی مفاهیمی مانند جهنم، پل صراط، وضعیت قبر و مواجهه با نکیر و منکر است.

## ساختار
این نمایشگاه در پادگان حسینکوه در شهرستان فومن اجرا شده است. بازدیدکنندگان در این پروژه از مراحلی مانند ورود به آرامستان، عبور از پل صراط فلزی، مواجهه با نکیر و منکر و ورود به فضای شبیه‌سازی‌شدهٔ جهنم عبور می‌کنند. در این نمایشگاه از آتش واقعی، جلوه‌های صوتی، نورپردازی، موسیقی زنده و انفجارهای کنترل‌شده برای ایجاد تجربه‌ای حسی و چندبُعدی استفاده شده است. محسن جعفری، فرمانده سپاه فومن، اعلام کرده است که در این پروژه، بهشت نیز با فضایی بزرگ‌تر از جهنم و با حضور پرنده‌هایی مانند طاووس و قرقاول بازسازی شده است. اطلاعات دقیقی دربارهٔ وسعت و هزینهٔ این پروژه به‌طور رسمی منتشر نشده است. با این حال، گزارش‌هایی از تخریب پوشش گیاهی و خاک‌برداری گسترده در منطقه منتشر شده است، که نگرانی‌هایی دربارهٔ تأثیرات زیست‌محیطی این پروژه ایجاد کرده است.
به گفته مسئولان این نمایشگاه، مراجع تقلید قم این پروژه را تأیید کرده‌اند.

## واکنش‌ها
این پروژه با واکنش‌های زیادی روبه‌رو شده است، چراکه درحالی به اجرا درآمده که بسیاری معتقدند خودِ ایران، به‌دلیل وضعیت وخیم اقتصادی و معیشتی، سال‌هاست به جهنم واقعی تبدیل شده؛ بنابراین ساختن «جهنم مصنوعی» در چنین شرایطی، نه‌تنها ضروری نبوده، بلکه نوعی بی‌توجهی به رنج‌های واقعی مردم تلقی می‌شود. این نمایشگاه در شهرستان فومن، منطقه‌ای که به دلیل طبیعت زیبا و آرامش معروف به بهشت ایران است، فضایی شبیه‌سازی‌شده از جهنم با آتش واقعی ایجاد کرده است. این اقدام واکنش‌های شدیدی را به دنبال داشته، زیرا ساخت چنین جهنمی در مکانی که بهشت نامیده می‌شود، تناقضی آشکار است و موجب ایجاد ترس و هراس در مردم شده است. همچنین این پروژه، به جای ایجاد امید و آرامش، تصویری از عذاب و وحشت را به نمایش گذاشته و با شرایط سخت معیشتی و اجتماعی کشور نیز همخوانی ندارد. این موضوع همچنین بحث گسترده‌ای دربارهٔ تناسب چنین اقداماتی با روح دین و آموزه‌های پیامبران به راه انداخته است.
برخی از کاربران شبکه‌های اجتماعی و فعالان سیاسی نیز این اقدام را مورد انتقاد قرار داده‌اند.
- غلامعلی جعفرزاده ایمن‌آبادی، نماینده سابق گیلان در مجلس در انتقاد از این پروژه گفت:[۱] «متأسفانه این اقدام [فضاسازی جهنم] به هیچ وجه فرهنگی نیست و بازخورد بسیار منفی در جامعه داشته است. حالا این هزینه هم شده و بالاخره به هر طریقی یک جهنمی ساخته شده است، هیچ اشکالی ندارد. ما هزاران مسئول داریم که کم هم نیستند. نوبت‌گذاری شود و همه از این پل رد شوند.»